# Championnats d'Afrique de VTT 2024
Navigation
Édition précédente Édition suivante
Les championnats d'Afrique de VTT 2024 ont lieu les 11 et 12 mai 2024 à Casablanca, au Maroc. 

## Podiums

### Cross-country
| Épreuves       | Or                      | Argent            | Bronze          |
| -------------- | ----------------------- | ----------------- | --------------- |
| Hommes élites  | Alan Hatherly           | Alex Miller       | Luke Moir       |
| Hommes juniors | Samuel Clearly          | Roger Surén       | Omar Wilson     |
| Femmes élites  | Candice Lill            | Aurélie Halbwachs | Monica Kiplagat |
| Femmes juniors | Delsia Janse van Vuuren | Jodi Mackinnon    | Imane Lemkhayar |

### Cross-country short track
| Épreuves      | Or            | Argent            | Bronze        |
| ------------- | ------------- | ----------------- | ------------- |
| Hommes élites | Alan Hatherly | Luke Moir         | Alex Miller   |
| Femmes élites | Candice Lill  | Aurélie Halbwachs | Grace Kamindo |